# 余金权
余金权（1966年—）是一位华裔美籍合成化学家。

## 生平
毕业于华东师范大学和剑桥大学，工作于布兰戴斯大学和斯克里普斯研究所，研究方向是碳-氢键的功能化，2013年获得赛克勒奖，2016年获得麦克阿瑟奖。